# مادونا كوبر الصغيرة
مادونا كوبر الصغيرة هي لوحة للفنان الإيطالي رافائيل من عصر النهضة العالي، تصور مريم والطفل في ريف إيطالي نموذجي. وقد أرخ إلى حوالي 1504-1505.

## تاريخ
ليس من المعروف على وجه الدقة سبب رسم لوحة "مادونا كوبر الصغيرة". من المحتمل أنها كانت بتكليف خاص أو لأغراض البيع في السوق الفني العام؛ إذ كانت صور السيدة العذراء والطفل تُقدَّم كثيرًا كهدايا زفاف. ويُعتقد على نطاق واسع أن الكنيسة الموجودة على الجانب الأيمن من اللوحة هي كنيسة سان برناردينو، حيث دُفن دوقات أوربينو (وهي المدينة التي وُلد فيها رافائيل). وقد اقتُرح أن وجود الكنيسة في اللوحة قد يعني أن العمل كلف من العائلة لأغراض تعبُّدية.
حوالي عام 1780، بيعت اللوحة إلى جامع الأعمال الفنية البارز جورج كلافيرينغ-كوبر، الإيرل الثالث لعائلة كوبر، وهو الشخص الذي اشتُقت منه تسمية اللوحة. وقد  ورثة اللوحة عبر ستة أجيال من عائلة كوبر قبل أن تُباع إلى شركة دوفين براذرز في عام 1913. وفي عام 1914، اشتراها رجل الأعمال الأمريكي بيتر إيه. بي. ويدنر، الذي عرض اللوحة في قصره "لينوود هول". وقد تبرع ابن بيتر، جوزيف إي. ويدنر، بلوحة "مادونا كوبر الصغيرة" إلى المعرض الوطني للفنون في عام 1942، إلى جانب بقية المجموعة الفنية الواسعة الموجودة في "لينوود هول".

## وصف
في وسط اللوحة، تجلس العذراء مرتدية فستانًا أحمر زاهيًا. بشرتها فاتحة وشعرها أشقر. تجلس براحة على مقعد خشبي، ويغطي حضنها قماش داكن تستقر يدها اليمنى عليه برقة. يظهر شريط شفاف يكاد يكون غير مرئي ينساب بأناقة عبر الجزء العلوي من فستانها وخلف رأسها. يحيط برأسها هالة ذهبية خافتة بشكل معجِز. في يدها اليسرى تحتضن الطفل المسيح، الذي يلف ذراعه حول ظهرها والأخرى حول عنقها، وينظر من فوق كتفه بابتسامة خجولة. في الخلفية، يوم صافٍ ومشرق يتكشف بجماله. يظهر في الأفق شخصان يتجولان نحو بركة عاكسة، مستمتعين بالمشهد الأخضر من حولهم. ويقف في نهاية الطريق الطويل مبنى كبير يُعتقد أنه كنيسة سان برناردينو في أوربينو.

## روابط خارجية
- مادونا كوبر الصغيرة
- تقرير عن بيعها للأثرياء الأمريكيين عام 1913